# Гольстгум
Гольстгум (нім. Holsthum) — громада в Німеччині, розташована в землі Рейнланд-Пфальц. Входить до складу району Бітбург-Прюм. Складова частина об'єднання громад Зюдайфель.
Площа — 9,31 км2. Населення становить 668 ос. (станом на 31 грудня 2020).

## Галерея

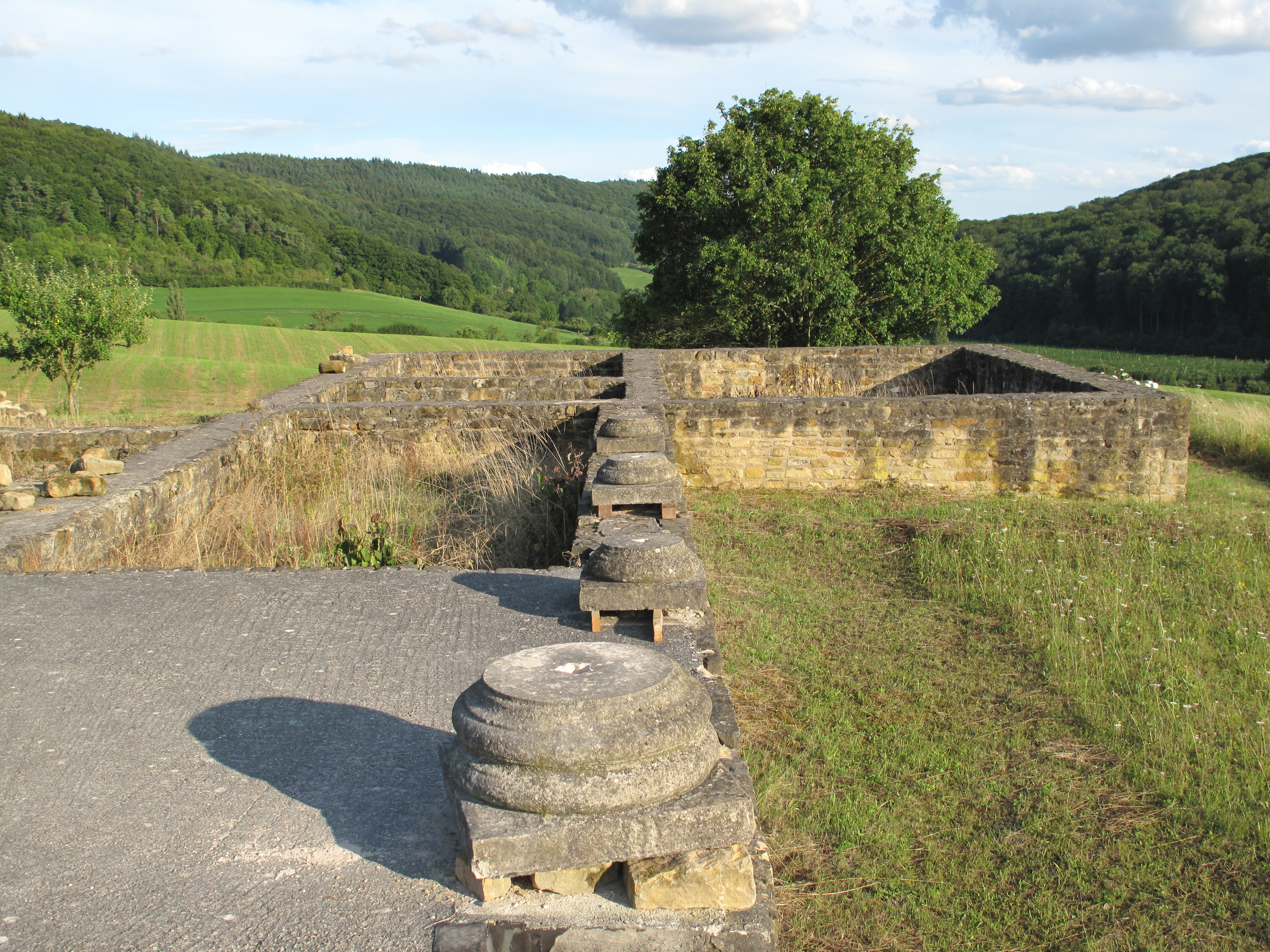